# David Comneno
David Comneno (en griego: Δαβίδ Κομνηνός, romanizado: Dabid Komnēnos; Constantinopla, c. 1184-Sinope, 13 de diciembre de 1212) fue un miembro de la dinastía Comneno y cofundador del Imperio de Trebisonda. David Comneno nació aproximadamente en 1184 en Constantinopla. Fue el hijo más joven del sebastocrátor Manuel Comneno, hijo del emperador bizantino Andrónico I Comneno y de la princesa Rusudan, hija del rey Jorge III de Georgia, y hermano de Alejo Comneno, el primer emperador de Trebisonda. En 1185, después de la rebelión del 12 de septiembre contra Andrónico I, Alejo y David huyeron a Iberia (Georgia), a la corte de Tamar, su pariente de sangre materna de la casa de los Bagrátidas. Casi nada se sabe de la vida y actividades de David y Alejo en Georgia.
David y Alejo Comneno reaparecieron en 1204, cuando a finales de marzo o principios de abril dirigieron al ejército georgiano, que les dio Tamar, para ocupar Trebisonda. Fundaron un imperio con el nombre de la ciudad y Alejo fue proclamado emperador. David como general se concentró en expandir las fronteras del nuevo imperio hacia el oeste. El ejército trebero dirigido por David invadió Paflagonia, que fue también reclamado por el Imperio de Nicea. Esto dio lugar a un inmediato y largo conflicto con el emperador de Nicea Teodoro I Láscaris; su duración, con pausas ciertas, fue hasta 1207 o 1208. Después que Láscaris consiguiera ocupar Paflagonia, David se retiró a Sinope, donde se convirtió en monje y pasó a llamarse Daniel. Murió el 12 de diciembre de 1212.

## Biografía

### Juventud

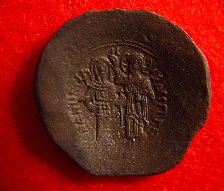
Moneda del abuelo de David, Andrónico I Comneno.

David nació en Constantinopla en aprox. 1184 durante el reinado de su abuelo, Andrónico I Comneno. El reinado de su abuelo estuvo marcado por un régimen tiránico y brutal y terminó con su asesinato en 1185 por sus súbditos. La multitud también atacó al padre de David, Manuel, quien se había convertido en el heredero al trono. Manuel fue cegado y luego, muy probablemente asesinado (o murió de las infecciones de sus heridas). Su esposa Rusudan, huyó asustada al reino de Georgia con sus hijos, David y Alejo. Probablemente en 1200 David con su hermano Alejo, estuvieron en contacto con Juan Comneno el Gordo, para derrocar a Alejo III Ángelo del trono del basileos, pero el golpe de Estado fracasó.

### Fundación del Imperio de Trebisonda

El Imperio de Trebisonda (violeta).

En abril de 1204, mientras Constantinopla estaba asediada por los cruzados, David y Alejo, que eran miembros de la corte de su tía Tamar de Georgia, preguntaron si ella podría darles un ejército para conquistar los territorios turcos, con el fin de crear un estado y así continuar con la dinastía de los Comnenos. La reina accedió a la petición de sus sobrinos, y les proporcionó las tropas necesarias, con las cuales podían conquistar las ciudades de Oinaion, Trebisonda y Sinope, los territorios originales de la familia que había gobernado su abuelo hasta 1182 y que se encontraban en la parte norte de Asia Menor, hasta los pasos de la cadena del Ponto y que los turcos habían conquistado. Los dos hermanos decidieron que Alejo gobernara sobre estos territorios, mientras que David y el ejército seguirían con las conquistas hacia el oeste. Mientras los dos hermanos conquistaban los territorios originales de su familia, el 13 de abril de 1204 Constantinopla cayó ante los cruzados. Entre tanto David avanzó hacia el oeste con el ejército georgiano, incrementando sus filas con mercenarios locales, y con este ejército conquistó el Ponto y Paflagonia, territorio donde estaba Kastamonu, el ancestral castillo de la familia de los Comnenos. David conquistó los territorios en el oeste, incluyendo la ciudad de Heraclea Póntica y aspiraba conquistar Constantinopla.
Después de crear este nuevo estado, los dos hermanos, ambos emperadores, dividieron las ganancias a la mitad: en el Este gobernaba Alejo y en el Oeste el belicoso David. David y Alejo, como herederos de Andrónico I, reclamaron el título de legítimos sucesores del Imperio bizantino, nombrándose como los emperadores romanos, o Grandes Comnenos.

### Expansión y resistencia del Imperio
Alejo dejó sin objeción el mando del ejército imperial en manos de David, que era un gran estratega y era muy valiente en batalla. El ejército de David luchó contra los nicenos, dirigidos por Teodoro I Láscaris, en Bitinia en 1205, pero fueron derrotados, por lo que el avance fue detenido en la ciudad trebera de Heraclea Póntica. Los treberos no pudieron reorganizarse como querían los soberanos, ya que los selyúcidas comenzaron a atacar sus fronteras. En 1205 Trebisonda fue sitiada por los selyúcidas, dirigidos por el sultán Kaikosru I, pero el hermano de David fue capaz de resistir y en 1206 los selyúcidas se retiraron.
Escapando del peligro de caer la capital, los treberos pudieron reorganizarse de nuevo para continuar la guerra contra los nicenos. David comenzó su avance en Bitinia y envió al joven general Sinadeno para ocupar la ciudad nicena de Nicomedia. Sinadeno, sin tener en cuenta el peligro que corría ante el emperador Teodoro I Láscaris, atravesó un pasaje en el que era fácil esperar una emboscada, y de hecho varios hombres de Teodoro se arrojaron contra los de Sinadeno, los atacaron y lo tomaron como prisionero. Con la derrota trebera, David se vio obligado a reconocer la frontera con el Imperio de Nicea en la ciudad de Heraclea Póntica, aunque los nicenos también reclamaron la ciudad para ellos. Mientras David estaba luchando contra los nicenos, Alejo hizo de la costa de Crimea un vasallo del Imperio de Trebisonda.
Entre tanto David, que no quería rendirse ante los nicenos, consiguió una alianza con el emperador latino Enrique de Flandes contra el Imperio de Nicea. Dado que la belicosidad de David no disminuyó, Teodoro decidió invadir el Imperio de Trebisonda organizando un ejército basado principalmente en arqueros. Estas tropas tenían una moral muy alta y rápidamente conquistaron el distrito de Plousias. El ejército niceno también puso sitio a Heraclea Póntica cuando regresó, ya que los latinos bajo el mando de Teodorico de Loos habían capturado Nicomedia.
Pero poco después los latinos tuvieron que abandonar la ciudad, ya que fueron llamados a Tracia, donde el Imperio Latino estaba siendo invadido por los búlgaros. David pidió al emperador latino incluirlo en las negociaciones con los nicenos y, a cambio, se convertiría en su vasallo. David usó este movimiento, pues sabía que no podía resistir solo contra el ejército niceno, y prefirió ser nominalmente un súbdito latino, en lugar de perder su territorio ante los nicenos. El emperador latino aceptó la propuesta de David, e inmediatamente envió a la frontera entre Nicea y Trebisonda 300 auxiliares francos, que cruzaron el río Sangarios y durante el viaje devastaron los pueblos nicenos de la comarca y recuperaron el distrito de Plousias. David se retiró, pero los francos, con imprudencia temeraria, avanzaron a las montañas y fueron atacados por sorpresa por Andrónico Guido, un general niceno, en un paso abrupto, cerca de Nicomedia. Todos los francos fueron masacrados, excepto uno, que se salvó con el fin de decirle a su emperador lo que había sucedido.

### Últimos años y muerte
Tras la derrota de los francos, Teodoro I Láscaris aprovechó la oportunidad para atacar los territorios controlados por David, quien no pudo resistir dado los pocos hombres que tenía, así que todos sus territorios se redujeron, a excepción de algunos pequeños pueblos. La situación se hizo aún más catastrófica cuando los selyúcidas dirigidos por el sultán Kaikaus I, al ver débil el Imperio de Trebisonda, decidieron atacarlo, poniendo así en asedio a Sinope en 1212. La ciudad fue defendida por David y Alejo, quien llegó para ayudar a su hermano, pero David murió durante el asedio el 12 de diciembre de 1212. La ciudad cayó en manos de los selyúcidas y Alejo fue capturado.

## Ancestros
| \| \| \| \| \| \| \| \| \| \| \| \| \| \| \| \| \| \| \| \| 16. Alejo I Comneno \| \| \| \| \| \| \| \| \| \| \| \| \| \| \| \| \| \| \| \| \| \| \| \| \| \| \| \| \| \| \| \| \| \| \| \| \| \| \| \| \| \| \| \| \| \| \| \| \| \| \| \| \| \| 8. Isaac Comneno \| \| \| \| \| \| \| \| \| \| \| \| \| \| \| \| \| \| \| \| \| \| \| \| \| \| \| \| \| \| \| \| \| \| \| \| \| \| \| \| \| \| \| \| \| \| \| \| \| \| \| \| \| \| 17. Irene Ducaina \| \| \| \| \| \| \| \| \| \| \| \| \| \| \| \| \| \| \| \| \| \| \| \| \| \| \| \| \| \| \| \| \| \| \| \| \| \| \| \| \| \| \| \| \| \| \| \| \| \| \| \| \| \| 4. Andrónico I Comneno \| \| \| \| \| \| \| \| \| \| \| \| \| \| \| \| \| \| \| \| \| \| \| \| \| \| \| \| \| \| \| \| \| \| \| \| \| \| \| \| \| \| \| \| \| \| \| \| \| \| \| \| \| \| 18. David IV de Georgia \| \| \| \| \| \| \| \| \| \| \| \| \| \| \| \| \| \| \| \| \| \| \| \| \| \| \| \| \| \| \| \| \| \| \| \| \| \| \| \| \| \| \| \| \| \| \| \| \| \| \| \| \| \| 9. Kata de Georgia \| \| \| \| \| \| \| \| \| \| \| \| \| \| \| \| \| \| \| \| \| \| \| \| \| \| \| \| \| \| \| \| \| \| \| \| \| \| \| \| \| \| \| \| \| \| \| \| \| \| \| \| \| \| 19. Rusudan de Armenia \| \| \| \| \| \| \| \| \| \| \| \| \| \| \| \| \| \| \| \| \| \| \| \| \| \| \| \| \| \| \| \| \| \| \| \| \| \| \| \| \| \| \| \| \| \| \| \| \| \| \| \| \| \| 2. Manuel Comneno \| \| \| \| \| \| \| \| \| \| \| \| \| \| \| \| \| \| \| \| \| \| \| \| \| \| \| \| \| \| \| \| \| \| \| \| \| \| \| \| \| \| \| \| \| \| \| \| \| \| \| \| \| \| 1. David Comneno \| \| \| \| \| \| \| \| \| \| \| \| \| \| \| \| \| \| \| \| \| \| \| \| \| \| \| \| \| \| \| \| \| \| \| \| \| \| \| \| \| \| \| \| \| \| \| \| \| \| \| \| \| \| 24. David IV de Georgia \| \| \| \| \| \| \| \| \| \| \| \| \| \| \| \| \| \| \| \| \| \| \| \| \| \| \| \| \| \| \| \| \| \| \| \| \| \| \| \| \| \| \| \| \| \| \| \| \| \| \| \| \| \| 12. Demetrio I de Georgia \| \| \| \| \| \| \| \| \| \| \| \| \| \| \| \| \| \| \| \| \| \| \| \| \| \| \| \| \| \| \| \| \| \| \| \| \| \| \| \| \| \| \| \| \| \| \| \| \| \| \| \| \| \| 25. Rusudan de Armenia \| \| \| \| \| \| \| \| \| \| \| \| \| \| \| \| \| \| \| \| \| \| \| \| \| \| \| \| \| \| \| \| \| \| \| \| \| \| \| \| \| \| \| \| \| \| \| \| \| \| \| \| \| \| 6. Jorge III de Georgia \| \| \| \| \| \| \| \| \| \| \| \| \| \| \| \| \| \| \| \| \| \| \| \| \| \| \| \| \| \| \| \| \| \| \| \| \| \| \| \| \| \| \| \| \| \| \| \| \| \| \| \| \| \| 3. Rusudan de Georgia \| \| \| \| \| \| \| \| \| \| \| \| \| \| \| \| \| \| \| \| \| \| \| \| \| \| \| \| \| \| \| \| \| \| \| \| \| \| \| \| \| \| \| \| \| \| \| \| \| \| \| \| \| \| 14. Khuddan de Alania \| \| \| \| \| \| \| \| \| \| \| \| \| \| \| \| \| \| \| \| \| \| \| \| \| \| \| \| \| \| \| \| \| \| \| \| \| \| \| \| \| \| \| \| \| \| \| \| \| \| \| \| \| \| 7. Burudukhan de Alania \| \| \| \| \| \| \| \| \| \| \| \| \| \| \| \| \| \| \| \| \| \| \| \| \| \| \| \| \| \| \| \| \| \| \| \| \| \| \| \| \| \| \| \| \| \| \| \| \| \| \| \| |                           |  |  |  |  |  |  |  |  |  |  |  |  |  |  |  |
| |                           |  |  |  |  |  |  |  |  |  |  |  |  |  |  |  |
| | 16. Alejo I Comneno       |  |  |  |  |  |  |  |  |  |  |  |  |  |  |  |
| |                           |  |  |  |  |  |  |  |  |  |  |  |  |  |  |  |
| |                           |  |  |  |  |  |  |  |  |  |  |  |  |  |  |  |
| | 8. Isaac Comneno          |  |  |  |  |  |  |  |  |  |  |  |  |  |  |  |
| |                           |  |  |  |  |  |  |  |  |  |  |  |  |  |  |  |
| |                           |  |  |  |  |  |  |  |  |  |  |  |  |  |  |  |
| | 17. Irene Ducaina         |  |  |  |  |  |  |  |  |  |  |  |  |  |  |  |
| |                           |  |  |  |  |  |  |  |  |  |  |  |  |  |  |  |
| |                           |  |  |  |  |  |  |  |  |  |  |  |  |  |  |  |
| | 4. Andrónico I Comneno    |  |  |  |  |  |  |  |  |  |  |  |  |  |  |  |
| |                           |  |  |  |  |  |  |  |  |  |  |  |  |  |  |  |
| |                           |  |  |  |  |  |  |  |  |  |  |  |  |  |  |  |
| | 18. David IV de Georgia   |  |  |  |  |  |  |  |  |  |  |  |  |  |  |  |
| |                           |  |  |  |  |  |  |  |  |  |  |  |  |  |  |  |
| |                           |  |  |  |  |  |  |  |  |  |  |  |  |  |  |  |
| | 9. Kata de Georgia        |  |  |  |  |  |  |  |  |  |  |  |  |  |  |  |
| |                           |  |  |  |  |  |  |  |  |  |  |  |  |  |  |  |
| |                           |  |  |  |  |  |  |  |  |  |  |  |  |  |  |  |
| | 19. Rusudan de Armenia    |  |  |  |  |  |  |  |  |  |  |  |  |  |  |  |
| |                           |  |  |  |  |  |  |  |  |  |  |  |  |  |  |  |
| |                           |  |  |  |  |  |  |  |  |  |  |  |  |  |  |  |
| | 2. Manuel Comneno         |  |  |  |  |  |  |  |  |  |  |  |  |  |  |  |
| |                           |  |  |  |  |  |  |  |  |  |  |  |  |  |  |  |
| |                           |  |  |  |  |  |  |  |  |  |  |  |  |  |  |  |
| | 1. David Comneno          |  |  |  |  |  |  |  |  |  |  |  |  |  |  |  |
| |                           |  |  |  |  |  |  |  |  |  |  |  |  |  |  |  |
| |                           |  |  |  |  |  |  |  |  |  |  |  |  |  |  |  |
| | 24. David IV de Georgia   |  |  |  |  |  |  |  |  |  |  |  |  |  |  |  |
| |                           |  |  |  |  |  |  |  |  |  |  |  |  |  |  |  |
| |                           |  |  |  |  |  |  |  |  |  |  |  |  |  |  |  |
| | 12. Demetrio I de Georgia |  |  |  |  |  |  |  |  |  |  |  |  |  |  |  |
| |                           |  |  |  |  |  |  |  |  |  |  |  |  |  |  |  |
| |                           |  |  |  |  |  |  |  |  |  |  |  |  |  |  |  |
| | 25. Rusudan de Armenia    |  |  |  |  |  |  |  |  |  |  |  |  |  |  |  |
| |                           |  |  |  |  |  |  |  |  |  |  |  |  |  |  |  |
| |                           |  |  |  |  |  |  |  |  |  |  |  |  |  |  |  |
| | 6. Jorge III de Georgia   |  |  |  |  |  |  |  |  |  |  |  |  |  |  |  |
| |                           |  |  |  |  |  |  |  |  |  |  |  |  |  |  |  |
| |                           |  |  |  |  |  |  |  |  |  |  |  |  |  |  |  |
| | 3. Rusudan de Georgia     |  |  |  |  |  |  |  |  |  |  |  |  |  |  |  |
| |                           |  |  |  |  |  |  |  |  |  |  |  |  |  |  |  |
| |                           |  |  |  |  |  |  |  |  |  |  |  |  |  |  |  |
| | 14. Khuddan de Alania     |  |  |  |  |  |  |  |  |  |  |  |  |  |  |  |
| |                           |  |  |  |  |  |  |  |  |  |  |  |  |  |  |  |
| |                           |  |  |  |  |  |  |  |  |  |  |  |  |  |  |  |
| | 7. Burudukhan de Alania   |  |  |  |  |  |  |  |  |  |  |  |  |  |  |  |
| |                           |  |  |  |  |  |  |  |  |  |  |  |  |  |  |  |
| |                           |  |  |  |  |  |  |  |  |  |  |  |  |  |  |  |